# Jean Bourguignon
Pour les articles homonymes, voir  Jean Bourguignon et Bourguignon.
Jean Bourguignon, né le 12 février 1972 à Baudour (province de Hainaut), est un auteur de bande dessinée et illustrateur belge, également connu sous le pseudonyme de Jean BGG.

## Biographie
Jean Bourguignon naît le 12 février 1972 à Baudour dans la région du Borinage,,, près de Mons. Durant ses jeunes années, il vit à Sirault. Jean Bourguignon étudie à l'Académie royale des beaux-arts de Bruxelles. Il envisage initialement une carrière d'illustrateur. Ses modèles sont des auteurs anglais tels Tony Ross ou Quentin Blake. Il vient petit à petit à la bande dessinée et découvre le monde des fanzines. 
Il auto-édite le fanzine Fondu entre 1995 et 1999 (7 volumes parus) puis, à partir de 2007, La Science Infuse,, un égolozine qui lui permet, comme le nom le suggère, de donner son avis (autorisé ou non) sur tout et notamment sur notre petite planète bien mal traitée... (12 numéros parus en décembre 2010). En plus de ses albums aux éditions La Cafetière et Clandestine Books, il participe à des fanzines tels que Courant d'air, Le Simo, Les Glorgs attaquent la plage, Kollectiv, Patate crue, Allo les pompiers, Rotule, Triphasé, Wind et Egoscopic,. Il est aussi présent dans La Gazette du Rock,. En 2006, il est présent dans le premier numéro de L'Éprouvette. En 2016, il réalise une biographie du chanteur de blues américain Skip James aux éditions BDMusic,. L'année suivante, il illustre l'ouvrage de Sylvie Droulans intitulé : Le Zéro déchet sans complexes ! publié aux Éditions Racine. Deux ans plus tard, pour la même autrice, il fait de même pour l'ouvrage Le Zéro déchet - guide pratique pour toute la maison. À partir de 2021, il est présent régulièrement dans le fanzine La Gazette du feu rouge.
Jean Bourguignon reçoit le prix Boris-Jeanne au Festival de BD d'Isigny-sur-Mer en novembre 2023 pour son Journal d'un optimiste modéré,.
Lors du décès de Phil, il lui rend hommage dans le numéro 3866 de Spirou daté du 16 mai 2012.

### Vie privée
Jean Bourguignon demeure à Bruxelles depuis 2007.

## Ouvrages
- Un repas exceptionnel, La Cafetière, 1997
- Le Bar de la forêt, auto-édition, 1997
- Battue avortée, Clandestine books, 1997
- Petite soirée, auto-édition, 1997
- Fondu enchaîné[19], La Cafetière, coll. « Corazón », 2001
Scénario et dessin : Jean Bourguignon - Couleurs : noir et blanc -  (ISBN 2874070238)
- Opération recyclage, poulboshpresse, 2002
- Produits manufacturés, poulboshpresse, 2002
- Fondu déchaîné, La Cafetière, coll. « Corazón », 2003
Scénario et dessin : Jean Bourguignon - Couleurs : noir et blanc -  (ISBN 2847740015)
- Le Poulpe N°13 - Lapin dixit, texte de Serge Meynard, (d'après le roman de Serge Meynard, coll. « Le Poulpe », no 40), 6 pieds sous terre, 2004
- Peau de Tambour, Carabas, coll. « Chimère », Paris, octobre 2004
Scénario et dessin : Jean Bourguignon - Couleurs : quadrichromie -  (ISBN 2-914203-68-3)
- Le Mois de Jean BGG, Groinge, 2005
- Zombies Picnic, 6 pieds sous terre, coll. « Lépidoptère », 2006  (ISBN 978-2910431952)
- Dictature écologiste, Groinge, coll. « Suidées », 2007  (ISBN 978-2914249362)[20],[21]
- Persistance Rétinienne, Mycose Comix Factory, 2007
- La Science Infuse n° 2.12, auto-édition, 12/2010
- 18. Skip James[13], BDMusic, coll. « BDBlues », mars 2016
Scénario : Maël Rannou - Dessin et couleurs : Jean Bourguignon -  (ISBN 978-2-84907-198-4)
- Slaptitude bucolique, Éditions FGH, 2016
- Autopsie d'un dépressif, Blow Book, no 6, 2021[22].
- Journal d'un optimiste modéré, Poil Dans La Main, 2023.

### Collectifs
- B.N. et les sept petits adultes, Point Image, coll. « Images d'atelier », Bruxelles, janvier 1999
Scénario : collectif - Dessin : collectif dont Jean Bourguignon - Couleurs : noir et blanc -  (ISBN 978-2-930110-36-3),Format comics.
- Comix 2000, L'Association, Paris, décembre 1999
Scénario : collectif - Dessin : collectif dont Jean Bourguignon - Couleurs : noir et blanc -  (ISBN 284414022X)
- 40075 km comics, L'Employé du Moi, Bruxelles, janvier 2007
Scénario : collectif dont Alexandre de Moté - Dessin : collectif dont Jean Bourguignon - Couleurs : quadrichromie -  (ISBN 978-2-930360-13-3)

### Illustrations
- Le Zéro déchet sans complexes ![14],[23] de Sylvie Droulans, dessin de Jean Bourguignon, Éditions Racine, 2017  (ISBN 9782390250319)
- Le Zéro déchet - guide pratique pour toute la maison[15] de Sylvie Droulans, dessin de Jean Bourguignon, Éditions Racine, 2019  (ISBN 9782390250821).

### Expositions collectives
- Jazz et Bande dessinée[24], 150 dessins, ESA Saint-Luc Liège du 4 avril au 27 avril 2024.

## Prix et distinctions
- 2023 :  prix Boris-Jeanne au Festival de BD d'Isigny-sur-Mer pour Journal d'un optimiste modéré[16],[17].

#### Livres
: document utilisé comme source pour la rédaction de cet article.
- Jacques Fiérain, « Bourguignon, Jean », dans La BD à Bruxelles et en Brabant, Charleroi, Éd. l'Âge d'or, avril 2003, 144 p., ill. ; 31 cm (ISBN 9782960119664 et 2960119665, OCLC 470388171, présentation en ligne), p. 15. .
- Philippe Mellot, Michel Denni, Laurent Turpin et Isabelle Morzadec, Trésors de la bande dessinée : BDM 2022-2023 - Catalogue encyclopédique et Argus, Paris, Les Arènes, novembre 2022, 23e éd., 1677 p., ill. ; 23 cm (ISBN 9791037507280, OCLC 1351462460, présentation en ligne), p. 507, 955, 1011, 1071, 1160, 1404, 1488. .

#### Périodiques
- Jean Bourguignon (interviewé par Évariste Blanchet), « Entretien avec Jean Bourguignon », Bananas, no 6,‎ 2014, p. 3-12.

### Podcast
- « Faire mauvaise impression - Rencontre avec Fifi (Philippe Sadzot) et JBGG (jean Bourguignon) : Dans le cadre de l'exposition (17/24 octobre 2019 - ERG Galerie - Bxl) », Rencontre/discussion avec les deux dessinateurs, fanzineux des années 90 1 h 18 min 5 s [], sur Mixcloud, 22 octobre 2019 (consulté le 29 août 2023).